# トランスヒューマニストの政治
トランスヒューマニストの政治（英: Transhumanist politics）とは、科学と技術を通じて人間個人を改善するという信念を一般的に表す政治イデオロギーからなるグループのことである。

## 歴史
現在意味するところの「トランスヒューマニズム」という用語は、1957年のジュリアン・ハクスリーによるエッセイの名前によって普及した。
Natasha Vita-Moreは、1992年にロサンゼルス第28上院議員選挙区の市議会議員として選出された。彼女は「トランスヒューマニズム」という個人的立場の元で緑の党から立候補したが、一年後に「緑の党は神経質に環境保護へ向かっている」と表明して辞職した。
James Hughesは、1990年代に哲学者のMax Moreによって設立および育成された「新自由主義的な」エクストロピー研究所を、トランスヒューマニズムの最初の組織的提唱者であると認識した。また彼は、後にHumanity+（H+）へと改名されたヨーロッパの組織である世界トランスヒューマニスト協会（WTA）の1990年代後期における形成を、「エクストロピアン」が持つ自由市場の視点に対する部分的反応であると認識した。Hughesによると「WTAには、トランスヒューマニスト宣言で成文化されたトランスヒューマニズムの自由民主主義的な定義を中心に、社会民主主義者と新自由主義者の両方が含まれていた」。Hughesはまた、トランスヒューマニズムにおける政治的潮流、特に2009年頃の社会主義的トランスヒューマニズムからリバタリアンおよびアナルコ・キャピタリスト的トランスヒューマニズムへの転向について詳述した。彼は、世界トランスヒューマニスト協会の理事会から左派が退けられ、ピーター・ティールの助けを借りてリバタリアンとシンギュラリタリアンがトランスヒューマニズムのコミュニティで覇権を握ったと主張しているが、技術進歩的未来に関してHughesは依然として楽観視している。
2012年、共同設立者のMaria Konovalenkoによって「100%トランスヒューマニスト」と呼ばれている運動のLongevity Partyが、票を集める政党を設立するためにロシアで組織化を開始した。ロシアのもう一つの計画である2045 Initiativeは、寿命延長とアンドロイド・アバターを提唱する独自の「Evolution 2045」という政党と共に、富豪のDmitry Itskovによって2012年に設立された。
2014年にH+ Magazineに寄稿した未来学者のPeter Rothmanは、Gabriel Rothblattがアメリカ合衆国議会へ立候補した際に「恐らく米国初の公然としたトランスヒューマニストの政治的立候補者」と呼んだ。
2014年10月、ゾルタン・イシュトヴァンは「トランスヒューマニスト党」の旗印の下で、2016年アメリカ合衆国大統領選挙に立候補すると発表した。2019年11月までに党は1,800名を超えるメンバーを抱え、Gennady Stolyarov IIが代表を務めた。他にも「トランスヒューマニスト党」という名称を使用しているグループが、カナダとイギリス、およびドイツに存在する。
2020年現在、日本の政党要件を満たす政党では、公式にトランスヒューマニズムを掲げている党はない。政治団体では2020年東京都知事選挙にて「トランスヒューマニスト党」から後藤輝樹が立候補したが落選しており、また党自体も他のトランスヒューマニズム団体との直接的関係は無いとされる。

## 基本的価値観
欧州議会による2006年の調査によると、トランスヒューマニズムは科学と技術は人間の能力を強化するために使用されるべきであるというイデオロギーの政治的表現である。
Institute for Ethics and Emerging Technologies (IEET)のAmon Twymanによると、ソーシャル・フューチャリズムと技術進歩主義、テクノ・リバタリアニズム、そしてアナルコ・トランスヒューマニズムを含む政治哲学である。Twymanは、そのような哲学が集合的に政治的トランスヒューマニズムを構成すると考えている。
民主的トランスヒューマニズムとしても知られる技術進歩主義は、社会的平等を促進し、テクノロジーが社会経済的階級間の格差を助長することを防ぐために、人間強化技術への平等なアクセスを支持している。しかし、リバタリアン・トランスヒューマニストのRonald Baileyは、James Hughesによって記述された民主的トランスヒューマニズムに批判的である。Jeffrey Bishopは、個人および地域社会の権利に関するトランスヒューマニスト間の意見の相違は「正確には哲学的自由主義が歴史的に交渉しようとした緊張」であると記したが、ポストヒューマンの未来に完全に反対することは、人類がどのようになるかを選択する権利に反対することである。Woody Evansは、動物の権利（アニマルライツ）と人権の連続体の中にポストヒューマンの権利（ポストヒューマンライツ）を配置することを支持している。
Riccardo Campaは、トランスヒューマニズムは様々な政治的、哲学的、宗教的見解と結び付く事ができ、そしてこの多様性は、トランスヒューマニストが組織化されたトランスヒューマニズムの成員との既存関係に優先順位を与えない限り、有用なものになるだろうと記している。

## 批判
一部のトランスヒューマニストはトランスヒューマニズムの政治化に疑問を呈しており、『Stanford Political Journal』のTruman Chenは、多くのトランスヒューマニストの理想を反政治的だと考えている。

## アナルコ・トランスヒューマニズム

青と黒の対角線で表されるアナルコ・トランスヒューマニズムの旗。光に対するドップラー効果で示される加速度から青が描かれている。

アナルコ・トランスヒューマニズム（英: Anarcho-Transhumanism）は、それぞれ社会的および物理的自由の両方に関係するアナキズムとトランスヒューマニズムが組み合わさった哲学である。アナルコ・トランスヒューマニストは、自由を「周囲の世界を体験する能力を拡張すること」と定義している。 
この哲学は、ウィリアム・ゴドウィンとVoltairine de Cleyreの個人主義的無政府主義、およびダナ・ハラウェイが『A Cyborg Manifesto』において提起したサイバーフェミニズムに大きく由来する。身体的インテグリティ、障害、ジェンダー、ニューロダイバーシティ、クィア理論、および科学とセクシャリティを取り巻く問題に注目し、アナキストとトランスヒューマニストのレンズを通して、障害者差別、シスヘテロ家父長制（英: Cisheteropatriarchy）、およびプリミティヴィズムに対する批判を提起している。
また、アナルコ・トランスヒューマニストは、非アナキズムであるトランスヒューマニズムの形態（民主的トランスヒューマニズムやリバタリアン・トランスヒューマニズムなど）を、国家や資本主義を保持しているため首尾一貫しておらず生き残られないものであると批判している。彼らは、そのような権力の道具は本質的に非倫理的であり、個人の社会的および物質的自由の加速と両立しないものであると見なしている。

## 民主的トランスヒューマニズム
民主的トランスヒューマニズム（英: Democratic transhumanism、James Hughesによって2002年に造語された）は、自由と社会、または/および急進的民主主義の政治的見解を支持するトランスヒューマニストの立場（人間強化技術の開発と使用を提唱する）である。

### 哲学
Hughesによると、このイデオロギーは「人類は一般的に、彼らの生を制御している自然的および社会的な力を理性的に制御することで幸福になる」という主張から生じた。民主的トランスヒューマニズムの倫理的基盤は、規則功利主義と非人間中心主義の人格理論（Personhood Theory）に基づいている。民主的トランスヒューマニストは、社会的平等を促進し、技術が社会経済的階級間の格差を助長することを防ぐために、人間強化技術への平等なアクセスを支持している。右翼と左翼の両方のバイオコンサバティズムとリバタリアン・トランスヒューマニズムの両方に異議を唱えながら、Hughesは民主的トランスヒューマニストとその潜在的な進歩的協力者が新しい社会運動として団結し、生政治的公共政策に影響を与えることを目指している。
テクノリアリズムとテクノユートピア主義の中間点を拡大しようとする試みとして、民主的トランスヒューマニズムは、技術進歩主義の急進的形態であると見なすことができる。Hughesの著作に何度か登場する「ラディカル」（英: Radical、羅: rādīx、rādīc-に由来。根の意）という用語は、根本に関連する、または根本へ向かうといった意味の形容詞として使用されている。彼の中心的論題は、新興技術と急進的民主主義が、権力の不平等の根本原因のいくつかを市民が乗り越えるのを助けられるということである。
Hughesによると、技術進歩主義と民主的トランスヒューマニズムという用語は、どちらも同じ啓蒙主義的価値観と原則のセットを指している。しかし、技術進歩主義という用語は、民主的トランスヒューマニズムという用語の使用に取って代わった。

### 動向
Hughesによって確認された民主的トランスヒューマニズムと関連付けられ得る15個の「左派フューチャリスト」または「左派テクノユートピア主義者」による動向および計画：
- Afrofuturism
- 福祉用具を使用している障害者
- バイオパンクSFとその運動
- 身体改造の文化
- サイボーグ・フェミニズム（英語版） / サイバーフェミニズム（英語版）
- フェミニストSF
- 自由ソフトウェア運動
- レズビアンSF、ゲイSF、バイセクシャルSFおよびトランスジェンダーSF
- Nanosocialism
- Post-Darwinian leftism
- ポストサイバーパンクSF
- ポスト労働社会（英語版） / 最低限所得保障運動
- テクノガイアニズム（英語版）
- Up-wing politics
- Viridian design movement

### 民主的トランスヒューマニストの一覧
これらは、Hughesによって識別された、または自身を民主的トランスヒューマニストとして認識している著名人である：
- チャールズ・ストロス
- ケン・マクラウド
- George Dvorsky
- Giulio Prisco
- Mark Alan Walker
- Martine Rothblatt
- Ramez Naam
- Riccardo Campa

## 批判
科学ジャーナリストのRonald Baileyは、Reason誌のオンラインコラムにて『Citizen Cyborg』のレビューを執筆した。そこでは、民主的トランスヒューマニズムへの批判とリバタリアン・トランスヒューマニズムの擁護を提起した。
批判的理論家のDale Carricoは、Baileyの批判から民主的トランスヒューマニズムを擁護したが、後に技術進歩的理由により民主的トランスヒューマニズムを批判した。

## リバタリアン・トランスヒューマニズム
リバタリアン・トランスヒューマニズム（英: Libertarian transhumanism）は、リバタリアニズムとトランスヒューマニズムが組み合わさった政治イデオロギーである。
Reason誌のRonald BaileyやInstapunditのGlenn Reynoldsなどの自覚あるリバタリアン・トランスヒューマニストは、「人間強化の権利」の擁護者であり、自由市場こそがその権利の最高の保証人かつ他の経済システムよりも大きな繁栄と個人の自由を生み出すと論じている。

### 原則
リバタリアン・トランスヒューマニストは、自己所有権原理はリバタリアニズムとトランスヒューマニズムの両方の根幹を成す最も基本的な概念であると信じている。彼らは合理的利己主義者かつ倫理的利己主義者であり、人間の能力を向上させるために新興技術を使用する見通しを受け入れている。彼らの信念は、単に病気や虚弱が無いだけではなく、身体的・精神的・社会福祉的に完全なポストヒューマン状態を達成しようとする個人の自由という文脈における理性と意志の私欲的応用に由来する。彼らは、この合理的かつ倫理的な利己主義を拡張し「バイオリバタリアニズム」という形態を提唱している。
強力な市民リバタリアンとして、リバタリアン・トランスヒューマニストは、人間強化の権利を制限または制御しようとする試みは、市民権および自由権を侵害するものであると考えている。しかし、彼らはまた強力な経済的リバタリアンとして、国家の介入が彼らの選択を制御または制限することを恐れているため、民主的トランスヒューマニストが提唱する政府による人間強化技術の規制および保障という公共政策も拒否している。
エクストロピアニズムは、1988年に哲学者Max Moreによって定義された最も初期のトランスヒューマニズムの思想潮流で、当初はその原則に「自生的秩序」という概念のアナルコ・キャピタリスト的解釈が含まれており、自由市場は、計画経済または混合経済よりも効率的な社会的資源の分配を達成できるというものであった。2000年、Moreは現代の自由主義とAnticipatory Democracyを支持してリバタリアニズムを放棄したが、多くのエクストロピアンはリバタリアン・トランスヒューマニズムに留まった。

### 批判
進歩的文化批評家によるリバタリアン・トランスヒューマニストのテクノユートピア主義批判には、Richard BarbrookとAndy Cameronによるエッセイ『The Californian Ideology』（1995年）や、Mark Deryの著作『Escape Velocity: Cyberculture at the End of the Century』（1996年）、そしてPaulina Borsookの著作『Cyberselfish: A Critical Romp Through the Terribly Libertarian Culture of High-Tech』などがある。
Barbrookは、リバタリアン・トランスヒューマニストは反動的モダニズムの目標、すなわち社会的流動性のない経済成長を受け入れるカリフォルニアン・イデオロギーの支持者であると主張している。Barbrookによると、リバタリアン・トランスヒューマニストは、他の概念の中でも特に「前衛党」を「Digerati」に、「新ソ連人」を「ポストヒューマン」に置き換え、スターリン主義的共産主義の理論的遺産を無意識のうちに流用しているという。Deryは、サイバー空間に精神転送することによって「肉の人形」から逃れようとしているリバタリアン・トランスヒューマニストとサイバーカルチャーの人々の態度を表すために、「身体嫌悪」（英: Body-loathing）という軽蔑的フレーズを作った。Borsookは、リバタリアン・トランスヒューマニストは利己主義とエリート主義、および現実逃避のサブカルチャーに耽溺していると主張している。
社会学者のJames Hughesは、リバタリアン・トランスヒューマニズムに対する最も過激な批評家である。2004年の著書『Citizen Cyborg』において、社会政治的プログラムとしての「民主的トランスヒューマニズム」を明確に表現しながら、リバタリアン・トランスヒューマニストに対して社会民主主義を受け入れるよう説得を試みた：
1. トランスヒューマニストの技術による壊滅的脅威に対処するには、国家による行動が必要である。
2. 新技術からの悪影響を防ぐための信頼性があって効果的な公共政策のみが、「それらが禁止される必要はない」と臆病な公衆を安心させられる。
3. 社会政策は、トランスヒューマニストのバイオテクノロジーが社会的不平等を悪化させるという公衆の懸念に明確に対処しなければならない。
4. 独占的慣行と過度に制限的な知的財産権は、トランスヒューマニストの技術開発を大幅に遅らせ、そのアクセスを制限する可能性がある。
5. 強力な自由民主主義国家のみが、ポストヒューマンが迫害されないことを保証できる。
6. そして、リバタリアン・トランスヒューマニスト（反自然主義者）が、それが自然現象であるという理由で自由市場を主張するのには一貫性がない。

技術哲学を専門とするドイツの哲学者Klaus-Gerd Giesenは、彼がすべてのトランスヒューマニストが属するとするリバタリアニズムへの批判を書いた。オーストリア学派の経済学者であるフリードリヒ・ハイエクの著作がエクストロピアンの推奨読書リストのほとんどすべてに含まれていることを指摘しながら、彼は、自由市場の唯一の美徳を説得しているトランスヒューマニストは、現実には生物学的呪物崇拝に還元される恥知らずな非平等主義と容赦ないメリトクラシーを主張していると論じた。彼は特に、消費主義モデルが彼らのイデオロギーを支配するところの、ヒトの遺伝子への政治的規制に憎々しく反対する彼らの空想科学的な自由優生学に批判的である。Giessenは、今日の社会政治的問題に対する社会的および政治的解決策を見つけることへの絶望は、個人内で見られる全能感の幻想として、たとえそれが主題（人間）を新しい草案（ポストヒューマン）へ変換することを意味する場合であっても、トランスヒューマニストにすべてを遺伝的要素に還元するように促していると結論付けた。